# 地平線：美國傳奇
《地平線：美國傳奇》（英語：Horizon: An American Saga）是一系列美國史詩西部片，由凯文·科斯特纳自編自導自演，預計由四部電影組成，目前第三部正在製作中。系列電影的劇情設定在南北战争時的美國西部，並有著龐大的演員陣容，包含絲安娜·美娜、山姆·沃辛頓、吉娜·瑪隆、艾比·丽·科肖、迈克尔·鲁克、丹尼·休斯頓、盧克·威爾遜、伊莎贝拉·弗尔曼、傑夫·法赫、Will Patton、Tatanka Means、Owen Crow Shoe、艾拉·亨特與傑米·坎貝爾·鮑爾。

## 發展
凯文·科斯特纳於1988年開始籌畫一部電影《地平線》，後來他的導演作品《天地無限》（2003年）上映後，他向《天地無限》的發行商华特迪士尼影片提議合製《地平線》。2022年1月，宣布科斯特纳將在領銜主演《地平線》的同時擔任導演兼監製，選角將於2022年2月開始。據稱《地平線》是科斯特纳充滿熱忱的作品。2022年4月，华纳兄弟影业與新線影業加入電影製作，並擔任發行商。
2022年6月，科斯特纳表示他總共打算製作四集《地平線》電影，採用背靠背電影製作。他計畫為170名有台詞的角色找尋演員。2022年8月，加入本片的演員有絲安娜·美娜、山姆·沃辛頓、傑米·坎貝爾·鮑爾、盧克·威爾遜、托马斯·哈登·丘奇、吉娜·瑪隆、Alejandro Edda、Tatanka Means與迈克尔·鲁克。2022年9月新增的演員有伊莎贝拉·弗尔曼、艾拉·亨特、傑夫·法赫與湯姆·佩恩等人。2022年10月，Will Patton、Owen Crow Shoe與丹尼·休斯頓加入演出陣容。
《地平線》於2022年8月29日在犹他州南部開拍，11月結束。2022年11月，科斯特纳證實第二部已得到綠燈，定於2023年春季拍攝。第二部在2023年5月開拍，新加入的演員有Glynn Turman、凱薩琳·昆蘭與乔瓦尼·瑞比西。攝影指導J. Michael Muro、美術指導Derek R. Hill、剪輯Miklos Wright和服裝設計Lisa Lovaas也都回歸。第二部電影在2023年夏季完成拍攝，第三部的拍攝受到2023年美国编剧协会大罢工和2023年演员工会-美国电视和广播艺人联合会大罢工影響而擱置，後於2024年5月13日正式開始。
第一部和第二部據稱都耗資1億美元。有文件指出，科斯特纳投注了2000萬美元的資產來製作《地平線》。

## 電影
| 電影                        | 美國上映日期  | 導演          | 編劇                     | 故事                                  | 製片人                                     |
| --------------------------- | ------------- | ------------- | ------------------------ | ------------------------------------- | ------------------------------------------ |
| 《地平線：美國傳奇 第一部》 | 2024年6月28日 | 凯文·科斯特纳 | Jon Baird、凯文·科斯特纳 | Jon Baird、凯文·科斯特纳、Mark Kasdan | 凯文·科斯特纳、Howard Kaplan、Mark Gillard |
| 《地平線：美國傳奇 第二部》 | 待公布        | 凯文·科斯特纳 | Jon Baird、凯文·科斯特纳 | Jon Baird、凯文·科斯特纳、Mark Kasdan | 凯文·科斯特纳、Howard Kaplan、Mark Gillard |
| 《地平線：美國傳奇 第三部》 | 待公布        | 凯文·科斯特纳 | Jon Baird、凯文·科斯特纳 | Jon Baird、凯文·科斯特纳、Mark Kasdan | 凯文·科斯特纳、Howard Kaplan、Mark Gillard |
| 《地平線：美國傳奇 第四部》 | 待公布        | 凯文·科斯特纳 | Jon Baird、凯文·科斯特纳 | Jon Baird、凯文·科斯特纳、Mark Kasdan | 凯文·科斯特纳、Howard Kaplan、Mark Gillard |

## 演員
演員名單來自華納兄弟官網。
- 凯文·科斯特纳
- 絲安娜·美娜
- 山姆·沃辛頓
- 吉娜·瑪隆
- Owen Crow Shoe
- Tatanka Means（英语：Tatanka Means）
- 艾拉·亨特
- 提姆·吉尼
- 丹尼·休斯頓
- 柯林·庫寧漢姆
- 史考特·荷茲
- 湯姆·佩恩
- 艾比·丽·科肖
- 迈克尔·鲁克
- Will Patton（英语：Will Patton）
- Georgia MacPhail
- 道格拉斯·史密斯
- 盧克·威爾遜
- 伊莎贝拉·弗尔曼
- 傑米·坎貝爾·鮑爾
- Alejandro Edda（英语：Alejandro Edda）
- Wasé Winyan Chief
- 邁克·安格拉諾
- 安古斯·麦克菲登
- Jon Beavers
- Alex Nibley
- 凱薩琳·昆蘭
- Etienne Kellici
- Amos Jason Charging Cloud
- Bodhi Okuma Linton
- Gregory Cruz
- James Russo（英语：James Russo）
- 傑夫·法赫
- David O’Hara
- Chris Conner
- Leroy M. Silva
- Bernardo Velasco
- Tom Everett
- Glynn Turman
- 乔瓦尼·瑞比西